# Muzeul Științei și Tehnicii „Ștefan Procopiu”
Muzeul Științei și Tehnicii „Ștefan Procopiu” este un muzeu național din Iași, amplasat în Piața Ștefan cel Mare și Sfânt nr. 1. 

## Istoric
Muzeul Politehnic, asa cum era cunoscut publicului larg până la data de 3 august 1994, în semn de prețuire pentru valorile științei iesene, a adoptat titulatura de Muzeul Științei și Tehnicii „Ștefan Procopiu”, fiind situat la parterul Palatului Culturii, în aripa de est. Nucleul Muzeului s-a constituit încă din 1955, din inițiativa unui inimos grup de profesori și ingineri ieșeni, între care menționam pe acad. Cristofor Simionescu, ing. Marcel Itcovici și prof. univ. dr. Ioan Curievici, care s-au interesat îndeaproape de soarta Muzeului, căutând și depistând noi surse de îmbogățire a patrimoniului, de sporire a colecțiilor de mare valoare științifică și documentară. 

## Secții
Prima secție a Muzeului a fost „Energetica”, deschisă la 1 martie 1961 și reorganizată în anul 1980. Ea prezintă astăzi publicului vizitator, principalele forme de energie utilizate de umanitate de-a lungul timpului și marchează prin panouri grafice și exponate originale contribuții de excepție ale unor personalități românești și mondiale la dezvoltarea domeniului energetic. 
Un moment important în evoluția Muzeului l-a constituit organizarea și deschiderea în februarie 1966 a secției „Inregistrarea și redarea sunetului”. Îmbogățirea colectiei, în anii ce au urmat, cu noi exponate valoroase, precum și interesul manifestat de vizitatori față de expozitia menționată sunt motivele care au condus la reorganizarea și extinderea acesteia într-un spațiu triplu, a cărui inaugurare a avut loc în 1972. Constituind o colecție unică în țară, secția de „Înregistrare și redare a sunetului” prezintă în mod cronologic evoluția înregistrării și redării sunetului, de la cilindrul cu știfturi la banda magnetică. 
De-a lungul anilor, rod al eforturilor de investigație științifică depuse de colectivul de specialiști ai Muzeului, dar și de depistare și achiziționare de patrimoniu, s-au deschis noi secții muzeale precum: „Telecomunicații” (1984), Muzeul Memorial „Poni-Cernatescu” (1991), „Mineralogie-Cristalografie” (1997) și „Computere” (2004). 
Secția „Telecomunicații” prezintă publicului vizitator o serie de exponate originale ce ilustrează evoluția istorică a sistemelor de transmitere a informației la distanță, și este structurată tematic în patru sectoare: telegrafie, telefonie, radio, televiziune. 
Una din cele mai recente secții, „Mineralogie-Cristalografie”, adăpostește o inedită colecție de flori de mină, donată de dl. Constantin Gruescu, din Ocna de Fier (jud. Caraș-Severin) și care cuprinde 126 de eșantioane reprezentând minereuri polimetalice, oxizi și hidroxizi de fier (hematit, magnetit, lemonit), precum și varietăți de cuarț (de la cuarțul de stâncă la macla japoneză). 
Cea mai recentă secție este intitulată „Computere” și ilustrează, în principal, evoluția acestora pe parcursul celei de-a doua jumătăți a secolului al XX-lea. în afara de secțiile care structurează circuitul expozițional permanent, patrimoniul muzeal include alte câteva colecții inedite, valorificate prin expoziții temporare, precum: mașini de calcul, mașini de scris, aparate de fotografiat, instrumente de meteorologie, precum și o platformă cu exponate din sfera arheologiei industriale.